# Смертельний рейс
Смертельний рейс (англ. Dead Run) — другий сегмент 19-го епізоду 1-го сезону телевізійного серіалу «Зона сутінків».

## Сюжет
Головний герой епізоду, водій-далекобійник Джонні Девіс, потрапляє в аварію, ледь не збивши групу велосипедистів, яка їхала перед ним. Внаслідок цього чоловік залишається без роботи, становище його майже безнадійне, оскільки за рік роботи це була вже четверта ДТП з його участю. Девіс відвідує стрип-бар зі своїм давнім знайомим, Пітом Сіковичем, значно старшим та більш досвідченим колегою, який знав ще його батька. Водій-невдаха розповідає Пітові про свою проблему, оскільки знає, що тільки він може йому допомогти. Піт влаштовує Девіса водієм в себе. Перед останнім віднині стоїть дуже незвичайна задача — він має перевозити померлих грішників до пекла. Коли Джонні та Піт вперше приїжджають туди, воно візуально здається більше схожим на концтабір, в якому утримують в'язнів або полонених. На Девіса побачене справляє велике враження, він намагається завадити працівникам виконувати свою роботу. Однак Піт пояснює своєму колезі, що всі ці люди насправді мертві та для наочності декілька разів наносить чоловікові, що стоїть поруч з ними, декілька ножових поранень. Чоловік нічого не відчув та навіть не крикнув від болю, а на ножі не залишилось ані краплі крові. Один з працівників пекла підходить до Девіса та робить невеликий, але болючий опік на його тілі за те, що він намагався завадити їхній роботі. Піт зі свого боку робить суворе зауваження Девісові, після чого вони покидають територію пекла.
Наступного разу Джонні та Піт виїжджають у рейс пізно ввечері. Девіс ділиться зі своїм другом враженнями про пекло, стверджуючи, що завжди уявляв його по-іншому. Оскільки шлях досить довгий і їхати залишається ще чимало часу, далекобійники вирішують зайти перекусити до найближчої придорожньої їдальні. Як тільки Девіс залишається один біля фури, його одразу ж починають благати про допомогу зомбі, яких він та Піт везуть до пекла, — вони просять його випустити їх звідти. Однак чоловік не виконує їхнього прохання та залишає сидіти у машині. В кафе Джонні та Піт дізнаються від знайомих далекобійників, що в пеклі мають місце серйозні заворушення серед мертвих, основну частину бунтуючих складають ті, хто прибув туди недавно. Врешті-решт водії приїжджають до пекла та доставляють туди нову партію мертвих. Тим часом триває жорстке протистояння між працівниками та померлими. Девіс помічає, як зграя зомбі нападає на когось та починає жорстоко бити, та намагається завадити цьому процесові, однак в останній момент помічає, що потерпілий — один з персоналу. Він з неймовірною силою відкидає Девіса, останній під час падіння пробиває дірку в кузові фури, де знаходяться новоприбулі мерці. Вони починають масово вибігати з машини. Далі мертві один за одним питають Девіса, за що їх сюди доправили, паралельно розповідаючи про своє життя. Чоловіка рятує один з померлих, який раніше сам перевозив мерців до пекла. Після цього до Девіса підходить Піт разом з охоронцем. Останній пропонує Девісу пройти разом з ним до начальника пекла, який має до нього серйозну розмову, оскільки бажає дізнатися, з ким і про що перед цим говорив водій.
Наприкінці епізоду Джонні Девіс, більш-менш зрозумівши тонкощі своєї нової роботи, перевозить нову партію мерців вже самостійно. Зупинившись на півшляху, водій починає питати кожного, хто знаходиться у фурі, за що його доправляють до пекла. Мерці один за одним починають розповідати, чим займалися, коли були ще живими. Серед них виявилися як злочинці, так і ті, хто фактично має потрапити туди ні за що. Девіс, маючи від природи добре та чуйне серце, випускає чотирьох з них, які, на його думку, не заслуговують бути в пеклі, та вказує їм дорогу до раю. Останніх він все-таки залишає в машині та везе до пункту призначення.

## Заключна оповідь
«Багато століть тому до пекла ходили білосніжні коні, яких запрягали у важкі колісниці. Іспанські галеони з мертвим екіпажем переправляли людей по невідомих морях. Легенда каже, що Леонардо да Вінчі зробив замовлення на побудову літального апарата для перевезення душ до пекла. Але він так і не повернувся з випробувального польоту. А конкретно на цій дорозі в пекло лежить спокута для проклятих, так само як і для водіїв, які знайшли роботу в Зоні сутінків».

## Цікаві факти
- Епізод не має оповіді на початку.
- Роль одного з водіїв-далекобійників в епізоді виконує Джон Барлоу — автор текстів для пісень гурту «Grateful Dead». Гурт разом з Мерлом Саундерсом є автором мелодії, яка звучить на початку та в кінці кожної серії епізодів «Зони сутінків».
- Інша акторка, яка знялася в цьому епізоді, Гертруда Флінн, раніше знімалася також в епізоді «Will the Real Martian Please Stand Up» (другий сезон) оригінальної «Зони сутінків».
- Спілка акторів-геїв та лесбійок (англ. The Alliance of Gay and Lesbian Artists) дуже схвально сприйняла епізод, оскільки побачила в ньому позитивний меседж для ЛГБТ-людей: одним з тих, хто був відпущений головним героєм до раю, був чоловік-гей.
- Епізод базується на однойменному оповіданні Грега Біра, вперше опублікованому в журналі «Omni» у квітні 1985.

## Ролі виконують
- Стів Рейлсбек — Джонні Девіс
- Баррі Корбін — Піт Сіковіч
- Джон ДеЛенсі — диспетчер
- Еббе Роу Сміт — Гарі Фрік
- Джеймс Лешлі — Мерл
- Пол Дженкінс — водій
- Джон Ді ЛеМей — гей
- Річ Брінклі — чоловік середнього віку
- Ненсі Ленеган — наркоманка
- Говард Мунго — службовець
- Гертруда Флінн — жінка середнього віку
- Девід Велс — лисий чоловік
- Пет Ест — повна жінка
- Браян Ліббі — службовець
- Енді Лендіс — молода жінка
- Джон Барлоу — водій
- Вірджинія Лентрі — молода дівчина
- Донна Лінн Леві — жінка
- Грегорі Ваґровскі — чоловік
- Лайза Клауд — жінка

## Прем'єра
Прем'єрний показ епізоду відбувся у Великій Британії та США 21 лютого 1986.